# Kamb-Gletscher
Der Kamb-Gletscher ist ein ausladender und 6 km langer Gletscher im ostantarktischen Viktorialand. In der Royal Society Range fließt er vom Fogle Peak in nordöstlicher Richtung zum Condit-Gletscher.
Das Advisory Committee on Antarctic Names benannte ihn 1992 nach dem US-amerikanischen Glaziologen Barclay James Kamb (* 1958) vom California Institute of Technology, der im Rahmen des United States Antarctic Research Program insbesondere an den Untersuchungen zum westantarktischen Eisschild und zu den Fließgeschwindigkeiten der dortigen Eisströme beteiligt war.